# Ogier Duński

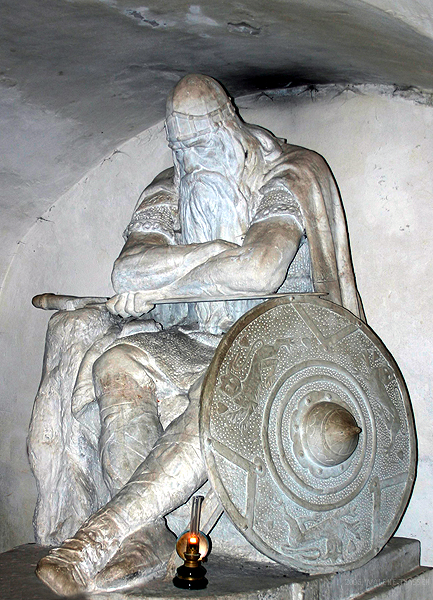
Figura Ogiera Duńskiego na zamku Kronborg

Ogier Duński (duń. Holger Danske) – legendarny rycerz i bohater narodowy Danii.
Według źródeł literackich Ogier żył około IX wieku. Najstarsza wzmianka o nim pochodzi z około 1060 z Pieśni o Rolandzie, gdzie występuje jako hrabia Ogier Duńczyk. Zilustrowany dokładniej został w późniejszym eposie La Chevalerie d'Ogier de Danemarche 1200–1215. Wspomniany potem wielokrotnie w literaturze skandynawskiej oraz francuskiej, między innymi w dziełach Hansa Christiana Andersena. Według legend miał używać miecza imieniem Courtain (Curtana, Cortana). 
Z postacią tą wiąże się legenda o rycerzu zaklętym w skale, który obudzi się, gdy przyjdzie potrzeba stanąć w obronie Danii. Postać zaklętego w kamień rycerza znajduje się w zamku Kronborg.
Pod nazwą Holger Danske istniała także duńska grupa ruchu oporu podczas okupacji Danii przez Niemcy.